# Château du Chaffaut
Le château du Chaffaut est un château situé au Chaffaut-Saint-Jurson, en France.

## Localisation
Le château est situé sur la commune du Chaffaut-Saint-Jurson, dans le département français des Alpes-de-Haute-Provence.

## Historique
L'édifice est inscrit au titre des monuments historiques en 1989 et classé en 1990.